# あいこら
『あいこら』は、井上和郎による日本の漫画作品。作品名は副題の「LOVE」の「愛してる」の「あい」からとコラージュのこらの合わせた言葉。副題に『LOVE&COLLAGE』とあり、ここから「あいこら」と読ませている。話数カウントは「PARTS○」。

## 概要
小学館の少年漫画雑誌『週刊少年サンデー』で2005年32号から2008年10号まで連載されていた。いわゆるラブコメ漫画である。単行本は週刊少年サンデーコミックから全12巻出版された。

## あらすじ
女性の「パーツ」にうるさい好みと強烈な愛情、つまりフェチを持つ男前田ハチベエは自分好みのパーツを持つ女性を求め、東京の坂下門学園に入学する。
引越しのため男子寮に向かうハチベエ。しかし、男子寮は2週間前に放火により焼失していた。ハチベエはそこに現れた女子寮の責任者兼高等部教員でハチベエ好みの脚を持つ雨柳つばめのはからいで女子寮の未使用の離れに一時的に身を寄せることとなる。さらに女子寮にはハチベエ好みの瞳を持つ天幕桜子、胸を持つ月野弓雁、声を持つ鳳桐乃がいた。
一気に4人も自分好みの「パーツ」の持ち主と知り合いになったハチベエ。ハチベエは彼女達との仲を深めるべく時に発奮し、時に暴走し、時に彼女達を守っていく。
本誌『週刊少年サンデー』では2006年20号に3Dフェチメガネが付録になり、飛び出すステキパーツが実現された。

## 主な登場人物

### 主要キャラクター
前田 ハチベエ（）
身長：176cm　体重：60kg　性別：男　年齢：15→16歳　誕生日：1月1日　好物：ステキパーツ　嫌いな物：すっぱいモノ、お化け　出身地：栃木県佐野市　家族：父（故人）・母
主人公。15歳にして、女性のパーツに強いこだわりを抱く高等部1年男子。普段は普通の若干陽気で（パーツを持たない）女性に対してはストイックな性格の高校生だが、自分好みのパーツのこととなると狂気とすら呼べるほどの欲望と異常なまでの行動力を持つ。普段は運動能力が人並みだが、好みのパーツを持つ女子（や男子、銅像等にも）に対して危害を加える者は、相手が誰であろうとも完膚なきまでにぶちのめす。そのパーツ愛による戦闘力は、作中屈指の最強クラスを誇る。桐乃をして「忍である私を上回る」と言わしめる驚異的な身体能力を持つようになったのは、小学校時代のある出来事に起因し自分にとって大切なものを守るために身についたものである。彼が女性のパーツにこだわっているのは、今は亡き父親のように自分にとっての最高の女を探す目印としているからである。
その一方で、中原中也やボードレールのことを知っているなど博学な一面も備えている。
好きな女性のタイプは、好みのパーツさえ持っていれば他はどうだっていいとすら言いきったことがある。
一瞬でパーツをすべてチェックする能力を持っており、パーツ愛を持つ者に対してはライバル心を持つが、理解を持つと協力したりすることがある。
恋というものがどういうものかわからず、自分でもパーツ愛が恋愛感情からくる物ではないことが気になっている。
また、桐乃の実家の罠にひと通り引っかかってかすり傷一つついていないなど謎のことも多い。パンストにはまったく興味がない。
桜子に「パーツ愛」とは外れた好意を寄せていたのだが本人は意識してなかったので龍之介が空回りした。だが桜子とキスをする夢を見たのが直接的なきっかけとなり、桜子に好意を寄せるようになり遂には本当にキスをしてしまう。このことがきっかけで一時期恋愛とパーツ愛との板挟みになってしまうが、学園OBの征四郎の「フェチは、別腹だ!!」の一言で吹っ切れ、恋愛とパーツ愛の両立を目指すようになる。
最終話で晴れて桜子と恋人同士になるも、まだパーツ愛は捨て切れていない様子（最終巻のカバー4コマより）。
天幕 桜子（）
性別：女　年齢：15歳　好物：金　出身地：東京都　家族：父・ナディア=フォクストン=天幕（母）・天幕ハナ（祖母）・天幕ミナ（妹）・天幕ヨシノ（弟）
本作のメインヒロイン。ハチベエ好みのパッチリネコ型ブルーの瞳を持つ高等部1年女子。最初は男嫌いで、ハチベエの女子寮離れへの引越しに反対したりハチベエに冷たくしたりしながらもだんだんとハチベエと打ち解けている典型的ツンデレキャラ。
また経済的観念が発達しており、よく言えば家庭的、わるく言えば貧乏性。フリーマーケットに行ったり、ビンボーテクを使うことが何よりも楽しみ。
極度のカナヅチで海で溺れそうになった時、ハチベエに1回助けられている。
かつて自分の瞳のために他の女子から陰湿なイジメを受けていたが、ハチベエのおかげで多少自信を取り戻し、遂には「透視メガネ騒動」の際に女生徒達の音頭をとるまでに回復した。
実家は「天まく」という鉄板焼き屋。
ハチベエにいきなりキスをされた時はさすがに戸惑っていたが、温泉旅行のことがきっかけでハチベエが気になるようになった。
最終話で晴れてハチベエと恋人同士になるが、相変わらずの彼のパーツ愛ぶりにはいささか困っている様子（それでも他のキャラと同様にハチベエ好みの瞳を使いハチベエを誘惑するなど、順応はできている）。
ハチベエを攻撃する時の必殺技は「桜子チョップ」。
ハチベエへの呼び方は「あなた」もしくは「アンタ」、そして「ハチベエ」。ハチベエからの呼び方は「天幕」。
イギリス人の母を持つハーフであり、パッチリネコ型ブルーの瞳は母方からの遺伝である。
月野 弓雁（）
性別：女　年齢：13→14歳　誕生日：9月9日　好物：コスプレ・同人誌・ゲーム　出身地：青森県　家族：月野芒（母）・月野真弓（長姉）・月野梓（次姉）
ハチベエ好みの新幹線200系型の胸を持つ中等部2年女子。弓道部の名選手。
眼鏡をかけたおとなしい性格だが、キレると机をぶん回すほどの攻撃力を発揮する。
ハチベエに恋心を抱くが、喧嘩しながらも仲の良さそうな桜子や積極的な性格のあやめに押され気味なのを若干悩んでいる。後になってとうとう告白するが、ハチベエには恋がわからないため恋愛が何かということを教えようとする。
また、自分の胸に対してコンプレックスを持っており、これが自分の最大の特徴になるとは微塵も思っていなかったが、それを武器に月野レシーブ（バレーボールのレシーブのポーズをとって巨乳を強調）でハチベエに迫るようになった。しかしその後ハチベエと桜子の関係を目撃してしまい一度は自信を無くしかけていたが、それでもハチベエのことが諦め切れずにいることを自覚する。
メガネの素晴らしさを知ったときに無敵のメガネビューティーを目指そうとする。
こっそりコスプレ好きでもあり、また格闘ゲーム専門同人サークル「ファンタズマ」の一員としてサークル活動に携わることもあり、この時は性格が積極的になっている。
全てのゲームに精通し、かつ腕前も超プロ級でサークル名の「ファンタズマ」の名でありとあらゆる種類のアーケードゲームでトップスコアを叩き出す等の伝説を打ち立てている。しかしその為におおっぴらにゲームができなくなることを恐れ、ハチベエの提言を受けて「仮面のスク水金髪バニーガールスタイル」で自身をカモフラージュし、ゲーマー達の目を逸そうとしたものの逆に「ファンタズマファンクラブ」（略して「ファンファンクラブ」）が設立されてしまった。
一方で、良質な「素材」としてメガネフェチやSMフェチ等の色んなフェチシスト達からも注目を集めている。
ハチベエへの呼び方は基本的に「ハチベエさん」。ハチベエからの呼び方は「弓雁ちゃん」。
鳳 桐乃（）
性別：女　年齢：15歳　好物：カラオケ　出身地：三重県葉隠町　家族：祖父・母
ハチベエ好みの低音ハスキーヴォイスを持つ高等部1年女子。
伊賀忍者秋水流忍法の末裔でクールな性格。
実はカラオケ好きであり、密かに歌手としての夢も持っている。また、歌っている時には普段見せることのない楽しそうな笑顔を見せている。ゆえにカラオケが絡むとハチベエの作戦に簡単に引っ掛ってしまう。また、その気になりやすい。
3巻の巻末では作詞に挑戦しているが、その詞をみて赤面している。更には自分で曲を作ることに目覚めるが、作詞能力は相変わらず毒電波MAXの怪文書レベルの物しか作れないほど低い。しかし、作曲能力はそれとは正反対にかなり高い。なお楽器は三味線しか演奏できないが、それでも空ピッキングを併用して倖田來未の曲を演奏してしまうほどの高度な腕前を誇る。その一方で、エレキギターを垂涎の目で見るなど弦楽器全般に適性がある。
寮生の中では一番背が低いが、その反面寮生の中では最強の強さを誇る。
祖父からは忍者として生きるように強要されていたが、ハチベエの助けもあって再び東京で暮らすことを認めてもらっている。
ハチベエに対しては最初こそ殺気を持っていたものの、2度ほど助けられたこともあって今はハチベエを認めている。
今までカラオケに通っていることはハチベエしか知らなかった（ただし、あやめと辰巳は現場を目撃している）が、その後温泉旅行の際にカラオケをしているところを桜子と弓雁に見られ、カラオケ好きであることもバレてしまった。
何事も忍術で解決しようとするが、いつも桜子達が阻止するため犠牲者は征四郎のみ（死んではいない）。
料理当番になった時、料亭のような料理を出していた。
「ハチベエさんに看病されたい」という弓雁に「それなら風邪をひけばよい」といい、大雨の中で凧に乗せるなど天然ボケな一面もある。
後に本格的に歌手デビューすることになり寮を離れなければいけなくなり、ハチベエとの１日デートで泣きながら彼に想いを告げた。その後最終話では他のキャラに交じって得意の歌でハチベエを誘惑している。
罪なき者を殴ることはたとえ桜子でも許さない。
ハチベエへの呼び方は普段は「オマエ」もしくは「キサマ」で、「ハチベエ」と名前を呼ぶことは稀。ハチベエからの呼び方は「鳳」。
雨柳 つばめ（）
性別：女　年齢：2X歳    好物：酒　出身地：大阪府大阪市　家族：雨柳ひばり（母）・祖母
ハチベエ好みのサニーちゃん足を持つ、高等部教員（英語担当）で女子寮の責任者。
豪快な性格で酒飲み。関西訛りを持つ。
大学時代に知り合った彼氏がいたが、事故で亡くなった。
祖父の影響からかエスハチに対して相当な愛着心を持っている。そのためヨタハチにはかなりの対抗心を抱いており、峠でヨタハチに遭遇した際にかなりのドライビングテクニックを発揮している。また英語教師になったのも国内では品薄のエスハチの部品の交渉のためである。
ハチベエに恋が何かを教えようとするが、静観することを決めた。
料理当番になった時、朝食の時からカップラーメンを出していた。
ハチベエへの呼び方は「ハチベエ（時にハチ）」か「オマエ」。ハチベエからの呼び方は「先生」。
八ツ橋 あやめ（）
性別：女　年齢：15歳     好物：No.1　出身地：東京都　家族：八ツ橋豪蔵（父）
八ツ橋財閥の令嬢で全てにおいて完璧と勝利を求める完璧主義者。
ハチベエが関東最強の男を倒したのを知り、ハチベエに交際を申し込むもハチベエ好みのパーツを持っていなかったためにふられる。しかし後にハチベエがパーツフェチなのを知り、さらにその後にハチベエ好みの備前有田焼飾り壷ラインくびれ腹を持っていることが判明。くびれで攻めるとハチベエが脆いことを知り、それを武器にベリーダンスなどで彼を誘惑する。その反面お腹が弱いが、後に特製の腹巻と止瀉薬によって最長10分くびれを出すことが可能になるが、弓雁に水鉄砲で阻止されたり、冬場でダンスして冷やしてしまうなどの弱点も多い。またストレスが貯まると暴食し激太りしてしまうがすぐに元に戻る。
ハチベエをしつこく狙うのは八ツ橋家末代までの恥をさらさないためというのが理由であったが、父親のスキャンダル疑惑事件の時のハチベエの激励によって本気でハチベエに対して恋愛感情を持つようになった。
だがハチベエとの恋を応援してくれる盃二に思いが傾いてきていて、盃二と一応恋仲にはなったものの、まだハチベエを誘惑する気でいた。
カップラーメンは食べたことがないが、一度食べてわりと気に入ったらしい。
桜子がハチベエに気があることをかなり早くから見抜いており、彼女への対抗心を露にしている。
ハチベエへの呼び方は「ハチベエ様」。ハチベエからの呼び方は「八ツ橋」もしくは「あやめ」。

### 坂下門学園の生徒・教師

#### 生徒
渋沢 龍之介（）
美術部部長。当初部員は龍之介1人だけだったが、梅香が入部したことから美術部は龍之介と梅香の2人になった。部室がプライベートルームになっており、桜子の目を写真に収めたいと思っている。部長だけあって桜子の目を正確に描けている。
「パーツフェティシスト」だが、一時期メイドにはまっていた。また、好みのパーツを持つ幽霊の写真を撮るために東北まで出向くなど、ハチベエに負けぬ行動力がある。また、中野サイドウェイには変態趣味の知り合いが多い。家の蔵には「人体模型・ホルマリン漬・剥製」そして「巨大肖像画」が飾ってあり、さらに木馬や鼻フックなどのSMグッズまである。フェチ魂が暴走気味で、ハチベエですらついていけない領域に入りつつある。なお、恋愛には全く興味が無いと言い切る。甘い物が嫌いという一面もあり、特にチョコレートは苦手としている。
鶯谷 梅香（）
中等部1年女子。背が低く、腰まで届く黒髪ロングヘア。また、おでこが広い。
龍之介に片思いしており、一度告白するが振られてしまう。しかしそれを物ともせず、龍之介をかっこいいと思い込み、フェチの道を共に歩もうと決意する。ガチガチの純粋真っ直ぐな天然娘で龍之介のどんなに奇妙な行動を目の当たりにしても非常に好意的な捕らえ方をする。目が割りと純粋なのだが、ハチベエや龍之介には反応していない。龍之介のことを慕うことから、美術部加入を決意。龍之介の妨害ともいえる入部テストを克服、ハチベエの説得もあって美術部加入を果たしている。
坂下門学園の裏学園祭の「ミス坂下門学園コンテスト」では、漫画部部長の藤尾の推薦で出場している（理由は幼児体型であるから）。しかしミスコン自体が男子生徒全員の下心全開のイベントだと知った桜子達が激怒する中、梅香のみ唖然とした表情で、特に怒っている様子はなかった。
備前有田焼飾り壷をプラスチックで再現するなど、造形能力にも非常に長けている。
菊乃 盃二（）
ハチベエのクラスに来た転校生。美形だが、男性でも女性でも構わないという子。外見の良し悪しより心が美しい子が好みでハチベエのパーツ愛を感じ、惚れる。さらにハチベエ好みの水蜜桃のような尻を持つことが判明。これがハチベエに対して軽くトラウマをもたらしている。一部のマニアな子（腐女子）から人気を集めている。
4歳の時に父親を交通事故で亡くしており、母親は早々に再婚するも新しい男との間にできた子ばかり溺愛し、盃二は相手にされなかった。そして、小学生の時から家から少し離れたアパートで一人暮らしをさせられていたが、昨年からはそのことを知って不憫に思った祖母の家で暮らしている。その経験により、人一倍自他問わず愛を大事にする性格になる。そのため、ハチベエに惚れているにもかかわらずあやめの恋路を応援している。次第にあやめの気持ちが盃二に傾くようになり盃二もそのことを知るが、「愛は平等」という彼の思想によりあやめを怒らせてしまう。思い詰めた彼はそれにつけこんだ紫紺教会により洗脳されかけるが、あやめ達によって阻止される。その後はあやめといい雰囲気になる。
鹿野 紅葉（）
高等部女子で弓雁目当てで弓道部に入った極度のメガネっ娘フェチの美少女。
可愛い子を見かける度にメガネをかけさせたくなってしまい、遂には「美少女を気絶させ顔にペンでメガネを書き込む」という謎の痴女になってしまった。なお犯行時には対痴漢対策用として煙幕、冷感スプレーを用意していた。しかし、ハチベエ達に捕まりパーツフェチシストとしての心得を教えられ、後に弓雁と友達（兼ボディガード）になる。
弓雁が一時期コンタクトに変えようとした時にはメガネの素晴らしさを切々と説いた。どうやら毎日（あるいはそれに近い位）メガネ屋に通いつめている様子。
辰巳 与一郎（）
科学部部長。あやめを「姫」と慕う生徒の一人。あやめとは幼稚園のころからの付き合いで、よくあやめの付き人を務める。バイク通学。龍之介同様パーツフェティシスト（おっぱいフェチ）であり、ハチベエも自分と同じであることを見抜いた。ハチベエとは同志として普通に接するが、弓雁が落ち込んだ際は勘違いしスタンガンで攻撃したこともある。科学部だけあって機械工学や化学の腕前も高く、透視メガネ「スケルトン一号」やセロトニン分泌薬を作り出したことも。
また、薬の共同開発者として『美鳥の日々』に出てきた槙葉研究所の槙葉史郎とも関わりがある。
張元 勇（）
野球部キャプテン。髪型はアイパーで老け顔。
野球部に入部しに来た盃二にノックをやらせ（10本中8本取れば入部）、全て取ったものの女の子にモテる盃二が気に入らず、坊主にしようとする。拒否した盃二を坂下門学園野球部伝統のお仕置き「ケツバット」で折檻するが、他人の手によりパーツを破壊されることに耐え切れなくなったハチベエがバットを片腕で粉砕したこととその気迫に恐怖し、逃走。
筋居 スウ（）
パンク風のスタイルと聞く者を悶絶させるセクシーボイスを有する高等部女子。よく風船ガムをかんでいる。坂下門学園の裏学園祭の「ミス坂下門学園コンテスト」にギター部部長の宍戸の推薦で出場。その際にフ○ンス書院の文庫本を平然と朗読してしまう等、少し醒めている一面を持つ。
「スージー&ザ・スタローンズ」というバンドのボーカルを務めている。スタローンズが熱さを失ったと感じ一時期別バンドに移籍するものの、今は元の鞘に収まっている。
染谷 藍（）
和服美人として坂下門学園の裏学園祭の「ミス坂下門学園コンテスト」に囲碁・将棋部部長の角の推薦で出場。その際に和服を着用され、更にハチベエの提案で「和服で尻文字あいうえお‼」という和服を着用した尻振りを実行され、目の下の頬を少し赤面させ、若干照れながらも、尻振りを笑顔で嬉しそうに実行した。ところがミスコン自体が男子生徒全員の下心全開のイベントだと知った際は、ようやく自分がハチベエ達にやらされたことに恥ずかしがり、桜子達と共にハチベエ達に制裁を加えた。
川谷 裕三（）
中等部2年男子。柔道部に所属しており、その実力はかなりの物。弓雁に恋心を抱いており、ハチベエに対してはライバル心を抱いている。半分告白気味に自分の思いを伝えてはいるが撃沈。しかし、今でもあきらめてはいない。
坂崎 恵一（）
ハチベエの1つ下の後輩で、かつてハチベエが守った200系乳の銅像の作者の息子。マンガやアニメ、ゲームをこよなく愛する重度の二次元オタクで、生まれ変わったらアニメキャラになりたいと豪語する。秋葉原に来た直後にオタク狩りに遭い、無一文になった所をハチベエに保護される。
かつてクラスメイトの女子にラブレターを出すも、それをクラスに公開されるという苦い過去を持ち、それが元で現実の女に対して絶大な不信感を抱いていたが、桜子達女子寮の住人の厚情に触れ、それに感謝して帰って行った。だがその数日後に坂下門学園中等部に転入し、中等部3年として新たなる学園生活をスタートさせる。
松山 千鶴（）
ハチベエのクラスに来た転校生。パーツフェチシストであり、ハチベエの手が好みで彼の手を必死に守っている。彼女はハチベエ好みのマシマロ耳タブを持っている。転校する前はパーツフェチがバレて周りから変態呼ばわりされていたが、ハチベエのおかげでクラスに馴染むことができた。
だが、ハチベエと違い彼女はハチベエの手以外はどうなってもいいと思っている。

#### 教師
追帳 蕪村（）
坂下門学園校長。優勝賞金1000万円・ルール無用の運動会を開いたり、ミス坂下門学園コンテストのプロデューサーを務めるなど、少し変わった人物。「坂下門魂」「YM（ヤングマン）パワー」など無駄に熱血している。運動会の賞金はなくなったが、それまでに16回行っている。YMパワーを何より燃やすハチベエに一目置いている。
鎖島 光正（）
ハチベエ達の担任の代行として小倉橋高校からやってきた臨時の担任。ハチベエのパーツフェチを知り、体罰に等しい程の奉仕活動を与え、女子寮から強制的に追い出す等、非情な振る舞いを見せた。
かつては自身もハチベエ同様のパーツフェチで、10年前に桜子と同じ青い瞳を持つある教え子を好きになったが、立場上の関係から彼女を拒絶し自殺へ追い込んでしまった悲しい過去を持ち、過去の出来事からパーツフェチのハチベエを八つ当たり的に敵視していた。
最終的にはハチベエに己の保身の為に恋人を切り捨てたことを咎められたことに激怒し、暴力を振るったことで解雇されたが、自分を他の教師達から庇った彼の姿を見て、憎まれ口を叩きつつもハチベエに笑顔を見せながら学園を去った。

### 女子寮生の家族たち
天幕家
桜子の父（本名不明）
鉄板焼「天まく」を営んでいる。桜子が中学時代イジメを受けていることに気がつかず、転校させること位しかできなかったことから桜子を守ろうと必死である。しかし、それがあまりに過剰なために桜子に近づく男に対しては容赦がない。ハチベエに対しては当初険悪であったが、和解。
ナディア=フォクストン=天幕
桜子の母。イギリス人。ショートヘアで顔立ちは桜子とそっくり。桜子のパッチリネコ型ブルーの瞳は母の遺伝。
月野家
月野 芒（）
弓雁の母。顔は弓雁に似ているが、胸はない。ハチベエを弓雁のボーイフレンドだと思った。
月野 真弓（）
弓雁の姉。20歳。ロングヘアーのおっとり系のお姉さん。弓雁と同じく、新幹線200系型の胸（サイズは弓雁の1.5倍）を持つ。弓雁からは「まゆ姉」と呼ばれている。
月野 梓（）
弓雁の姉。18歳。ショートヘアーのボーイッシュなお姉さん。弓雁と同じく、新幹線200系型の胸（サイズは弓雁の1.5倍）を持つ。弓雁からは「あず姉」と呼ばれている。
鳳家
桐乃の祖父（本名不明）
秋水流の現当主。孫の桐乃を後継者にしようと考えているが、葉隠町武闘大会の姿を見てこれからの生き方を見極めるためにしばらく様子を見ることにしている。
萩塚 亜亥（）
秋水流忍術萩塚道場の娘で桐乃の従妹。ハチベエ好みのルノアール作『イレーヌ・カーン・ダンヴェルズ嬢』型の手を持っている。桐乃を「桐乃姉さま」と呼んでおり、チビッ子かつかなりのドジッ子。父親の転勤に乗じて桐乃の元に来ており、当初は桐乃を一方的に敵視していたが和解。
雨柳家
雨柳 ひばり（）
つばめの母。つばめにお見合いの話を持ってきたりと色々と娘を気にかけている様子。
八ツ橋家
八ツ橋 豪蔵（）
あやめの父。八つ橋グループの総帥で自分同様に娘にも常に勝ち続けるように言っている。

### その他の人物
油坂 征四郎（）
美術部初代部長で、龍之介が師匠とあがめる男。無職の22歳。究極のフェティシズムの探求者で、好みのパーツに対して何らかのアクセントを加える「攻め」のフェチという持論がある（例：桜子にメガネ、つばめにストッキングなど）。
顔はハチベエ曰く「マンガ面」だが、中等部の頃はかなりのイケメンだった。実家は医者だが、本人は医者ではないので関係ないと言い放ち旅をしている。強い霊媒体質だが自身は霊が見えない。小夜に取り憑かれたせいで痩せて前のイケメン面に戻っている。
虎島 銀次（）
暴走族「紅璃無斗」（くりむと）の5代目総長。「紅璃無斗」は東北の暴走族にまで知られているほど知名度が高い。ある暴走族との喧嘩後、散歩中のハチベエの前で銅像の胸（新幹線200系型）を傷つけ散歩中のハチベエに全滅させられ顔に傷を付けられた経歴を持ち、ハチベエを「無敵の男」として付け狙う。
坂下門学園に現れハチベエを怒らせる為に犬の真似をさせたり、裸にする等をやらせるが、止めようとした桜子を押しのけ目を傷つけてしまったことでハチベエの逆鱗に触れ、再度叩きのめされる。その後彼の舎弟となるが5時間の説得の末、追い返されたらしい。だがその後もハチベエとは交流もあり、色々協力している。
暴走族「紅璃無斗」は『美鳥の日々』『葵DESTRUCTION!』にも登場し、全ての作品で主人公に叩きのめされている。
時鳥 司（）
つばめの元恋人。バイクでのレース中の事故で亡くなる。ハチベエ並の足フェチだった。
時鳥 藤花（）
司の妹。兄が大好きで、兄を事故で亡くしてから、つばめを憎んでいたが、後に和解。
足塚 不二彦（）
美しい女性の脚に踏まれることを快感とする会社員で、満員電車で脚を踏まれることが楽しみ。駅でつばめの姿をみて踏まれたいと思う。ハチベエとは当初は反発していたが最後には和解、本懐を遂げる。
しかしその後リストラで失職し、更に家庭内で孤立していることもあって一度は人生に絶望していたが、つばめの説得とハチベエが調達したシルク正宗作のストッキングを装着したつばめの脚を見て、生きる希望と家族との絆を取り戻し、シルク正宗に弟子入りしてパンスト職人を目指すようになった。
小夜（） / 恋野 小夜子（）
東北のある湖にいる幽霊で、色々と怖い噂があったが、本人は臆病な女の子。うなじがキレイとされている。
裸を見たいがために悪霊に追い掛け回されたりハチベエらに写真を撮られたりと不幸が絶えないが、実は1年前ほどから原因不明の眠り病にかかっており、その為生霊で妙なことから征四郎に憑いてしまう。征四郎の実家（病院）で自身の体を見つけるも、助けてもらった礼としてベタ惚れの状態で征四郎の守護霊となり離れずにいる。
春霞流の鶉兄弟（）
葉隠町武闘大会の参加者で、桐乃の祖父が桐乃の声をつぶすために差し向けた刺客。
背の低い兄者と呼ばれる男と、背の高い方が弟。淡雪からは陣八（）と呼ばれているがどちらかは不明。
桐乃の声をつぶそうと彼女に襲いかかったが、そのことに激怒したハチベエによって一撃で倒された。
沫雪（）
葉隠町武闘大会の参加者で、桐乃の祖父が桐乃の声をつぶすために差し向けた刺客。
くの一で薬系（幻覚・目くらまし）の術を使う。桐乃を守ろうとするハチベエに興味を示しハチベエを幻覚でおとそうとしたが、結果的にハチベエを暴走させてしまい、ハチベエもろとも桐乃の雷火滅殺で倒された。
真島 由紀彦（）
真メガネ党の党首で真のメガネっ子好きを自称する男。度が入っていないメガネをかけた女性からメガネを奪い破壊するという活動を行っており、構成員全員がメガネをかけている。弓雁を拉致したりした。
しかし実は彼自身は視力2.0で度の入っていないメガネをかけていたことが発覚し、真メガネ党は解散した。
シルク正宗（）
幻のパンスト職人。かなり高齢の男性。履くと周りの人に後光が見えるほど（ハチベエには菩薩が見えた）のパンストと作ることができるが、年間4本しか作らない。
弟子にマエストロ笹岡（本名は秀夫）という男がおり、強盗を犯していたがパンストの心意気を解き改心させるほどの人物。最近では、会社をリストラされた不二彦がその作品に魅せられて弟子入りした。
島 八千絵（）
梅香の隣に住んでいる女子学生（年齢は不明）。天然の女王様体質でストーカーばりのファンが存在するほど。また、ハチベエや龍之介が眼を輝かせるような形の良い目や胸を持っている。
谷山 潤一郎（）
桜子の中学校時代の1つ上の先輩で元カレ。桜子がいじめにあっていた頃、ただ1人心の支えとなり付き合っていたが、桜子を襲おうとしたため、それ以来絶縁状態となった。後に再会し和解するが、桜子のことを未だに想っていて、彼女を襲ったことに強い負い目を感じていた。彼女がハチベエに気があることを知り、彼をライバル視してどのような男か見極めようとする。以前ボクシングを習っていたこともあって、ケンカにはとても強い。だがその一方で目的地が目の前にあることに気付かないほどの極度の方向音痴で自身も一応このことは自覚している模様で非常に恥ずかしがっている。
初めてハチベエと会った際にひょんなことから「TOKYOおっぱいナイト」に参加してしまい、そのメインイベントでハチベエを破って優勝したことで「パイキング」の称号を与えられた。
蝶貝 はつか（）
ハチベエ好みの唇を持つ女性。20歳。義父にDVを受けており、そんな生活から抜け出そうとして義父を刺してしまう。ハチベエと共に逃亡するものの、最後は自首する。
後に再登場した際、刑務所に面会に来たハチベエに実は婚約者がいること、自分の状況を知っても待っててくれていることを話す。
放火魔（本名不明）
物語開始以前の2年前に女子寮で働いていたが猥褻罪で捕まって以来、逆恨みを抱く。
脱獄か出所したのか不明だが、物語序盤で男子寮を放火し、ハチベエが女子寮暮らしをするきっかけを作ったが、女子寮を放火しようと、人質にとった桜子を手にかけようとしたことでハチベエの怒りを買い、回し蹴りで成敗された。
最終回では女子寮を放火しようと再び現れ、それを阻止しようとした桜子を手にかけようとしたが、帰還したハチベエの回し蹴りで再び成敗された。

## コミックス
1. 2005年11月18日刊行　ISBN 4-09-127381-5
2. 2006年2月17日刊行　ISBN 4-09-120045-1
3. 2006年4月18日刊行　ISBN 4-09-120126-1
4. 2006年7月18日刊行　ISBN 4-09-120436-8
5. 2006年10月18日刊行　ISBN 4-09-120667-0
6. 2007年2月16日刊行　ISBN 978-4-09-120824-8
7. 2007年4月18日刊行　ISBN 978-4-09-121030-2
8. 2007年6月18日刊行　ISBN 978-4-09-121108-8
9. 2007年9月18日刊行　ISBN 978-4-09-121169-9
10. 2007年12月15日刊行　ISBN 978-4-09-121226-9
11. 2008年3月18日刊行　ISBN 978-4-09-121294-8
12. 2008年6月18日刊行　ISBN 978-4-09-121398-3

カバー袖には4コマ漫画「あいこらファイト」が掲載。最終巻には雑誌未発表読切『聞こえすぎた男』を収録。